# Девід Ендрю Сінклер
Девід Ендрю Сінклер (26 червня 1969 , Сідней ) — австралійський біолог і професор генетики, відомий своїми роботами в галузі біогеронтології. 
Викладає в Гарвардському університеті з 2003 
. 
Вивчає роботу епігенома, NAD та сиртуїнів

.

## Дитинство
Девід Ендрю Сінклер народився в Австралії у 1969 році і ріс у передмісті Сіднея, поселенні Сент-Аївс, Новий Південний Уельс.
Його бабуся по батьківській лінії іммігрувала до Австралії після придушення повстання в Угорщині у 1956 році, а його батько змінив прізвище з Сігеті на Сінклер.

## Освіта та кар'єра
Сінклер закінчив Університет Нового Південного Уельсу в Сіднеї зі ступенем бакалавра та здобув премію Австралійської Співдружності.
У 1995 році він здобув ступінь доктора філософії в молекулярній генетиці в тому ж навчальному закладі 
, 
дослідивши регуляцію генів у складі дріжджів.
У 1993 році він познайомився з Леонардом П. Гуаренте, професором Массачусетського технологічного інституту, який вивчав гени, що беруть участь у регуляції старіння, коли Гуаренте був на лекційному турі в Австралії. 
Ця зустріч спонукала Сінклера подати заявку на аспірантську посаду в лабораторії Гуаренте. 
Раніше того ж року лабораторія Синтії Кеніон в UCSF виявила, що мутація одного гена (Daf-2) може подвоїти тривалість життя Caenorhabditis elegans
.
У 1999 Сінклер був прийнятий на роботу в Гарвардську медичну школу
.
У 2003 його лабораторія була маленькою і боролася за фінансування 
.
2004 року Сінклер зустрівся з філантропом Полом Ф. Гленном, який пожертвував 5 мільйонів доларів Гарварду для створення Лабораторії Пола Ф. Гленна з біологічних механізмів старіння в Гарварді, директором-засновником яких був Сінклер. 
На початок 2020-х він є співдиректором разом з Брюса Янкнером. 
У 2004 році Сінклер разом із серійним підприємцем Ендрю Перлманом, Крістофом Вестфалом, Річардом Олдрічем, Річардом Попсом та Полом Шіммелем заснували компанію «Sirtris Pharmaceuticals» 
. 
«Sirtris Pharmaceuticals» сконцентрувався на розвитку досліджень Сінклера про сиртуїн-активуючі сполуки. 
Він розпочав свою роботу в лабораторії Гуаренті. 
Компанія була спеціально зосереджена на рецептурах резвератрола його похідних як активаторі ферменту SIRT1 (сиртуїн −1); 
Сінклер став відомий своїми заявами про ресвератроль, на кшталт: "(Це) якомога ближче до чудової молекули, яку ви можете знайти… Через сто років люди, можливо, прийматимуть ці молекули щодня для запобігання серцевим захворюванням, інсульту та раку". Більшість фахівців, які займалися антивіковою медициною, були обережнішими, особливо щодо інших побічних дій ресвератролу на організм, і його недостатньої біодоступності 
. 
Початковий продукт компанії називався SRT501 і був рецептурою ресвератролу; 
. 
Sirtris стала публічною у 2007 році, а потім була придбана та стала дочірньою компанією GlaxoSmithKline у 2008 році за 720 мільйонів доларів 

.
У 2006 році «Genocea Biosciences» була створена на основі робіт вченого з Гарварда Даррена Е. Гіггінса над антигенами, що стимулюють Т-клітини, та використанням цих антигенів для створення вакцин; 
Сінклер був співзасновником. 
2008 року Сінклер здобув звання штатного професора Гарвардської медичної школи. 
Він також став професором в Університеті Нового Південного Уельсу 

У 2008 році Сінклер приєднався до науково-консультативної наради «Shaklee» та допоміг їм розробити та представити продукт, що містить ресвератрол під назвою «Vivix»; після того, як «Wall Street Journal» запросив інтерв'ю про свою роботу з компанією та її маркетинг, він оскаржив використання свого імені та слів для реклами добавки і подав у відставку 
.
У 2011 році Сінклер з Мішель Діпп (яка була пов'язана з Сіртрісом), Олдрічем, Вестфалем та Джонатаном Тіллі стали засновниками біотехнологічної компанії «OvaScience», орієнтованої на жіночу безплідність. 
В основу лягли наукові роботи, виконані Тіллі щодо стовбурових клітин ссавців, а також роботи над мітохондріями Сінклера 

. 
Робота Тіллі була суперечливою, деякі групи не могли повторити її 

.
У 2011 році Сінклер був також співзасновником «CohBar» разом із Нір Барзилай та іншими колегами; 
CoBar прагнув виявити та розробити нові пептиди, отримані з мітохондрій.
У 2015 році в журналі The Scientist Сінклер розповів про свої зусилля щодо отримання фінансування для своєї лабораторії, про те, як його лабораторія зросла спочатку до 20 осіб, потім скоротилася до 5, а після знову зросла, залучаючи фінансування від благодійних організацій та компаній, в тому числі від компаній, яким він допоміг ґрунтуватися 
. 
Станом на 2015 рік у його лабораторії працювало 22 особи, і його підтримував один грант R01, і на 75% він фінансувався не федеральними фондами 
.
У 2018 році Сінклер був призначений офіцером Ордену Австралії (AO) за "видатну службу для медичних досліджень у галузі біології старіння та продовження життя, як генетика та вченого, за ініціативу в галузі біобезпеки, а також як прихильника вивчення науки" 
.
У вересні 2019 року Девід Сінклер разом із журналістом «Matthew LaPlante» опублікували книгу «Життєвий план. Революційна теорія про те, чому ми старіємо і чи можливо цього уникнути».

## Дослідження
Коли Сінклер перебував у лабораторії Гуаренте, він виявив, що Sirtuin 1 (званий sir2 у дріжджів) уповільнює старіння дріжджів, зменшуючи накопичення позахромосомних кіл рДНК. 
Інші працюючі в лабораторії на той час ідентифікували NAD як важливий кофактор для функції сиртуїну. 
У 2002 році, після того, як він поїхав до Гарварду, він зіткнувся з Гуаренте на науковій зустрічі в лабораторії Колд-Спрінг-Харбор, заперечуючи опис гарантії того, що sir2 може брати участь у старінні; це викликало наукове суперництво.
У 2003 році, коли його лабораторія була ще нечисленною, Сінклер дізнався, що вчені з біотехнологічної компанії Пенсільванії під назвою «Biomol Research Laboratories» виявили, що поліфеноли, включаючи ресвератрол, можуть активувати sir2, тому він розпочав співпрацю з ними. 
Це призвело до появи публікацій, частково написаних Сінклером у журналах Nature та Science 2003 року. 
Відкрита пропаганда Сінклера щодо ресвератролу як антивікового з'єднання започаткувала наукову суперечку про те, чи це було правдою. 
Робота в іншій лабораторії, виконана при частковому фінансуванні Sirtris, показала збільшення кількості мітохондрій у клітинах мишей, які отримували високі дози ресвератролу. 
Лабораторія Сінклера продовжує працювати над резерватролом та його аналогами, а також над мітохондріями та NAD, дослідження спрямовані на розуміння старіння та способи його запобігання.

## Нагороди та визнання
- 1996: стипендія Фонду Хелен Хей Вітні[en] для аспирантів;
- 2000: стипендія Американської федерації досліджень старіння[en] (AFAR);
- 2001: Нагорода медичного фонду Еллісона для нового вченого та стипендія для старших працівників[en];
- 2006: Премія «Досконалість у викладанні», Гарвардська медична школа;
- 2007: Нагорода медичного фонду Еллісона для нового вченого та стипендія для старших працівників[en];
- 2012: Ппемія Національного інституту охорони здоров'я[en];
- 2014: Time 100;
- 2014: Австралійська медаль за медичні дослідження;
- 2017: Премія директора Національного інституту охорони здоров'я[en];
- 2018: TIME 50: Охорона здоров'я
- 2018: офіцер Ордена Австралії